# 聖米歇爾站 (蒙特利爾)
聖米歇爾站（法語：Station Saint-Michel）位於加拿大魁北克省蒙特利爾市，是蒙特利爾地鐵5號線的東面總站。

## 外部連結
- （法文）（英文）蒙特利爾交通局：聖米歇爾站 （页面存档备份，存于）（英文） （页面存档备份，存于）
- （法文）（英文）：聖米歇爾站 （页面存档备份，存于）（英文） （页面存档备份，存于），含有聖米歇爾站的資訊、歷史、車站結構與藝術品資料。